# ナ・ホク・ハノハノ賞
ナー・ホークー・ハノハノ賞（ナー・ホークー・ハノハノ・アワーズ、英語: Nā Hōkū Hanohano Awards）は毎年アメリカ合衆国ハワイ州で行われる音楽に関する賞で、ハワイのグラミー賞に相当する。

## 概要
ナー・ホークー・ハノハノ・アワーズは毎年アメリカ合衆国ハワイ州で行われる音楽に関する賞で、ハワイのグラミー賞に相当する。1978年にKCCN AMラジオ（当時は唯一のハワイ音楽専門局、現在はKCCN FMラジオ）が始め、1982年からはハワイ・アカデミー・オブ・レコーディング・アーツ・アンド・サイエンスが主催している。ナ・ホク・ハノハノはハワイ語で「卓越した星々／スターたち」の意味で、ナー・ホークーが「星々」、ハノハノは「卓越」である。
この賞は毎年6月末の戦没将兵追悼記念日の週末にハワイ・コンベンション・センターで授与されているが、コロナ後時期が延び、現在は8月。受賞の模様はKFVEテレビで放送されている。ライブ配信も行っている。  

## 受賞分野
- 一般分野
  - アルバム・オブ・ザ・イヤー
  - シングル・オブ・ザ・イヤーなど

- 分野別
  - クリスマス・アルバム・オブ・ザ・イヤー
  - ハワイアンアルバム・オブ・ザ・イヤーなど

- 技術分野
  - 解説
  - カバーデザイン

- 審査分野
  - 作曲者
  - 外国人など

## 日本
以前、日本ではナ・ホク・ハノハノ賞の受賞者と、フラのメリー・モナーク・フェスティバルの入賞者を呼んで、ナ・ヒヴァヒヴァ・ハワイ・フェスティバルが毎年9月に行われている。また、毎年4月に「ナ・ホク・ハノハノ・アワード ノミネーション&ミュージック・フェスティバル」が行われていたが現在は行われていない。